# Акимовское (Вольнянский район)
Акимовское (укр. Якимівське) — село,
Новогупаловский сельский совет,
Вольнянский район,
Запорожская область,
Украина.
Код КОАТУУ — 2321585605. Население по переписи 2001 года составляло 7 человек.

## Географическое положение
Село Акимовское находится в 3,5 км от села Солёное.
По селу протекает пересыхающий ручей.

## История
- 1918 год — дата основания как хутор Акимово.